# Antidesma macgregorii
Antidesma macgregorii är en emblikaväxtart som beskrevs av Charles Budd Robinson. Antidesma macgregorii ingår i släktet Antidesma och familjen emblikaväxter. Inga underarter finns listade i Catalogue of Life.